# Casais (Tomar)
Pour les articles homonymes, voir Casais.
Casais est une freguesia portugaise située dans le district de Santarém, appartenant au concelho de Tomar et à la sous-région du Médio Tejo.
Avec une superficie de 27,44 km2 et une population de 2 290 habitants (2021), la paroisse possède une densité de 83,5 hab/km2. Cette diminution démographique (-7,3 % depuis 2001) reflète une tendance observée dans les zones rurales du Portugal.